# MiCHi
MiCHi(미치, 1985년 4월 7일~)는 일본의 가수이다. 영국에서 태어났으며 아버지가 영국인, 어머니가 일본인이다.

## 음반 목록

### 싱글
|  | 발매일 | 제목 | - | 3 | 2009년 5월 27일 | NEW ADVENTURE | 30 |